# Hanna (Wyoming)
Hanna es un pueblo ubicado en el condado de Carbon en el estado estadounidense de Wyoming. En el año 2010 tenía una población de 841 habitantes y una densidad poblacional de 158.68 personas por km² .

## Geografía
Hanna se encuentra ubicado en las coordenadas 41°52′11.24″N 106°33′34.7″O / 41.8697889, -106.559639. Según la Oficina del Censo, la localidad tiene un área total de 5,3 km² (2 mi²), de la cual 5,3 km² (2 mi²) es tierra y 0 km² (0 mi²) (0.0%) es agua.

### Localidades adyacentes
El siguiente diagrama muestra a las localidades en un radio de 88 kilómetros (54,7 mi) de Hanna.

## Demografía
En el 2000 la renta per cápita promedia del hogar era de $36.364, y el ingreso promedio para una familia era de $39.219. El ingreso per cápita para la localidad era de $16.062. En 2000 los hombres tenían un ingreso per cápita de $41.000 contra $22.917 para las mujeres. Alrededor del 20.40% de la población estaba bajo el umbral de pobreza nacional.